# Chelidonium asiaticum
Chelidonium asiaticum, vrsta rosopasa, biljke iz porodice makovki rasprostranjene po Aziji: Ruskom dalekom istoku, japanski otoci Hokkaido, Honshu, Shikoku i Kyushu, i u obje Koreje
Nekada je smatrana podvrstom C. majusa

## Sinonimi
- Chelidonium hylomeconoides (Nakai) Ohwi
- Chelidonium majus var. asiaticum (Hara) Ohwi
- Chelidonium majus subsp. asiaticum Hara
- Chelidonium majus var. hirsutum Trautv. & C.A.Mey.